# Бенжереп 1-й
Бенжереп 1-й — село в Новокузнецком районе Кемеровской области. Входит в состав Кузедеевского сельского поселения.

## География
Центральная часть населённого пункта расположена на высоте 268 метров над уровнем моря.

## Население
По данным Всероссийской переписи населения 2010 года, в селе Бенжереп 1-й проживает 498 человек (247 мужчин, 251 женщина).

## История
Был крупнейшим населенным пунктом Бенжерепского сельсовета, в состав которого входили Кандалеп,	 Килинск, Мунай, Урнас, Шарово	, Юла